# Александровка (Ферзиковський район, біля Хом’якового)
Александровка (рос. Александровка) — присілок в Ферзиковському районі Калузької області Російської Федерації.
Населення становить 1 особу. Входить до складу муніципального утворення село Ферзиково.

## Історія
Від 2004 року входить до складу муніципального утворення село Ферзиково

## Населення
1. Н/Д[2]